# HMS Sirius (1890)
Il Sirius fu un incrociatore protetto britannico utilizzato dalla Royal Navy dal 1891 al 1918.

## Storia
Il Naval Defence Act 1889 portò la Royal Navy ad emettere ordini per la costruzione di ordini per 21 incrociatori protetti di seconda classe costituenti la classe Apollo, di cui due, Sirius e Spartan, furono ordinati presso il cantiere navale Armstrong di Elswick.
Il Sirius aveva una Lunghezza fuori tutto di 91,4 m, una larghezza di 13,31 m e un pescaggio di 5,64 m. Il dislocamento della nave era di 3.600 tonnellate lunghe (3.700 t). Era una delle 10 navi della classe rivestita in legno e rame per ridurre le incrostazioni di cirripedi in carena. Un ponte corazzato compreso tra 32 e 51 mm proteggevano i caricatori e l'apparato motore della nave, mentre la torre di comando aveva 76 mm di protezione, mentre gli scudi dei cannoni da 152 mm avevano 110 mm di protezione. L'armamento era composto da 2 cannoni QF 6 in/40 da 152 mm in installazioni singole erano montati a prua e a poppa sulla linea centrale della nave, 6 cannoni QF 4.7 in Mk. I-IV da 120 mm in installazioni singole, tre per ciascuna fiancata. Per la protezione contro gli attacchi delle torpediniere vi erano 8 cannoni QF 6-pounder Hotchkiss da 57 mm in installazioni singole, e 1 cannone QF 3-pounder Hotchkiss da 47 mm in installazioni singole. L'armamento silurante era composto da 4 tubi lanciasiluri da 356 mm. La potenza motrice era pari a 7.000 ihp (5.200 kW), per una velocità di 18,5 nodi, anche se a tiraggio forzato furono raggiunti i 9.000 CV (6.700 kW) e i 19,75 nodi. La capacità di carbone era di 535 tonnellate. L'autonomia massima era pari a 8.000 miglia nautiche a 10 nodi.
Il Sirius fu impostato nel settembre 1889, varato il 27 ottobre 1890 ed entrò in servizio nel settembre 1891. L'unità prestò servizio al largo dell'America dal 1892 al 1895. L'8 luglio 1896 fu assegnata a partecipare, al comando del captain Robert Archibald James Montgomerie, alle grandi manovre annuali tenutesi nell'agosto successivo nell'Oceano Atlantico. Dal 1903 al 1905 fu assegnato alla China Station.
Al ritorno dall'estero, fu messa in posizione di riserva a Devonport. Nel febbraio 1912 Sirius entrò a far parte dello squadra di addestramento. Il 27 gennaio 1914 il Sirius fu rimesso in armamento, e nell'aprile successivo doveva lasciare Devonport per la Nuova Zelanda al seguito di un convoglio, ma la nave non prese mai il mare.
Nell'ottobre 1914 la Sirius fu una delle numerose navi da guerra, oramai obsolete, schierate per supportare le truppe belghe durante la battaglia dell'Yser, effettuando bombardamenti costieri dal 23 ottobre. Prestò poi servizio come parte del Comando della stazione del Nore dal 1914 al marzo 1915, venendo utilizzata come nave guardiaporto sulla costa orientale del Regno Unito, e infine inviata a prestare servizio al largo dell'Africa occidentale, dove rimase in servizio fino al 1918. Rientrato in Gran Bretagna fu selezionato per l'Operazione Z.O., che doveva portare al blocco dei porti di Zeebrugge e Ostenda e impedire il transito di sottomarini e altre imbarcazioni d'attacco tedesche da Bruges al Mare del Nord. In particolare Sirius e Brilliant furono assegnati al blocco del porto di Ostenda. Prima dell'attacco furono sbarcati parte dei cannoni, e sulle due unità furono lasciati solo gli impianti prodieri, utili a controbattere le artiglierie nemiche durante la fase di avvicinamento ad Ostenda. La dotazione dei colpi a bordo era di 20 proiettili per cannone.
Il tentativo a Ostenda non prevedeva l'utilizzo di truppe di terra ed ebbe luogo, in contemporanea con quello di Zeebrugge, il 23 aprile, preceduto dal bombardamento navale effettuato dai monitori della Royal Navy. Non fu possibile avere l'appoggio dei velivoli della Royal Air Force, oltre al mancato bombardamento dall'aria, e al lancio dei bengala che avrebbero dovuto facilitare l'individuazione dal mare dell'imboccatura del canale e le due navi ricorsero alla boa di segnalazione dello Stroom Bank per effettuare l'entrata di precisione. I comandanti inglesi ignoravano che tale boa, dopo che i tedeschi avevano ritrovato importanti documenti a bordo della motosilurante CMB 33, arenatasi vicino ad Ostenda, avevano segretamente spostato la boa circa un miglio più a levante. Il Sirius (commander Henry Noel Marryat Hardy) e il Brilliant (captain Alfred Godsal) vennero scoperti e fatti segno ad intenso fuoco da parte delle difese costiere tedesche andarono irrimediabilmente a incagliarsi su un banco di sabbia a circa 2.400 yarde dall'imboccatura del canale. I loro relitti furono demoliti dopo la fine della guerra.

### Fonti
1. 1 2 3 4 5 6 7 8 9 10 11  Chesneau, Kolesnik 1979, p. 76.
2. ↑  Brook 1899, pp. 74-75.
3. 1 2  Dreadnought Project.
4. 1 2 3 4  Brook 1899, p. 75.
5. 1 2 3  Gardiner, Gray 1985, p. 15.
6. ↑  The Navy List. (April, 1914). p. 374.
7. ↑  Naval & Military Intelligence', in The Times (London, England), Saturday, Apr 11, 1914; pg. 14; Issue 40495.
8. ↑  Naval & Military Intelligence, in The Times (London, England), Wednesday, Apr 22, 1914; pg. 6; Issue 40504.
9. ↑  Corbett 1920, pp. 222-228.
10. ↑  Corbett 1920, p. 22.
11. ↑  Corbett 1920, p. 234.
12. ↑  Rizza 2021, pp. 24-25.
13. 1 2 3  Rizza 2021, p. 26.
14. 1 2 3 4  Rizza 2021, p. 34.
15. ↑  (EN) The London Gazette (PDF), n. 31189, 18 February 1919.